# Hainje/Berkhof ST2000

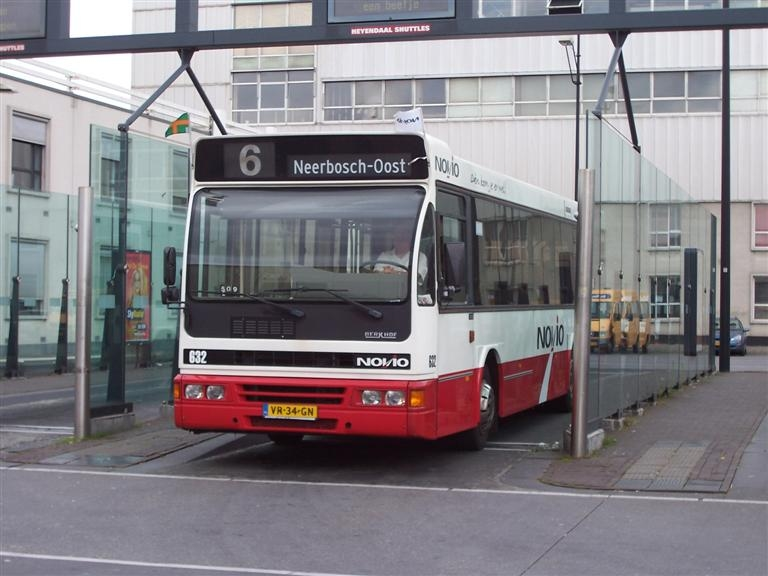
Een Berkhof ST2000 van Novio uit Nijmegen

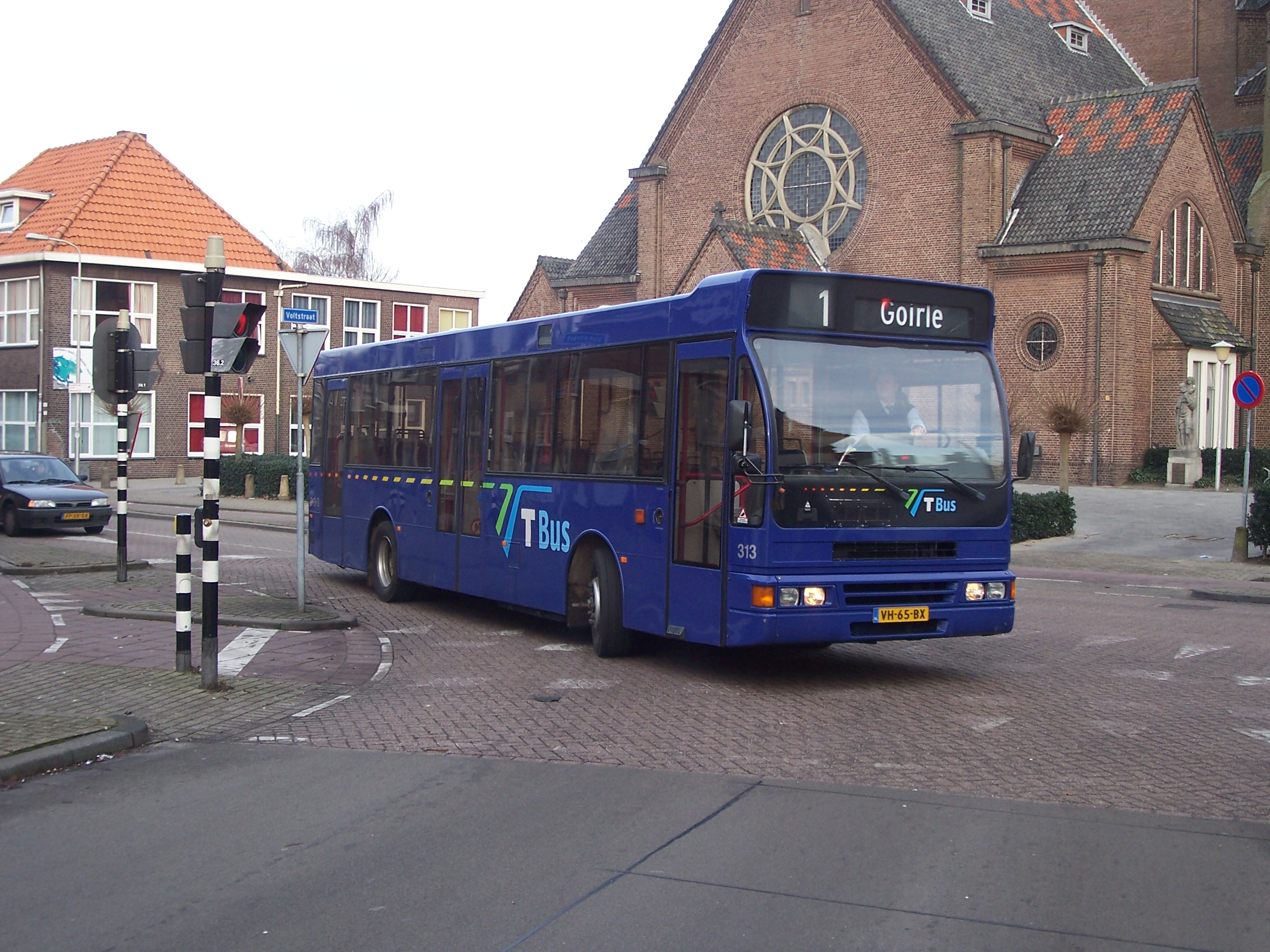
Een Hainje ST2000 als BBA T-bus

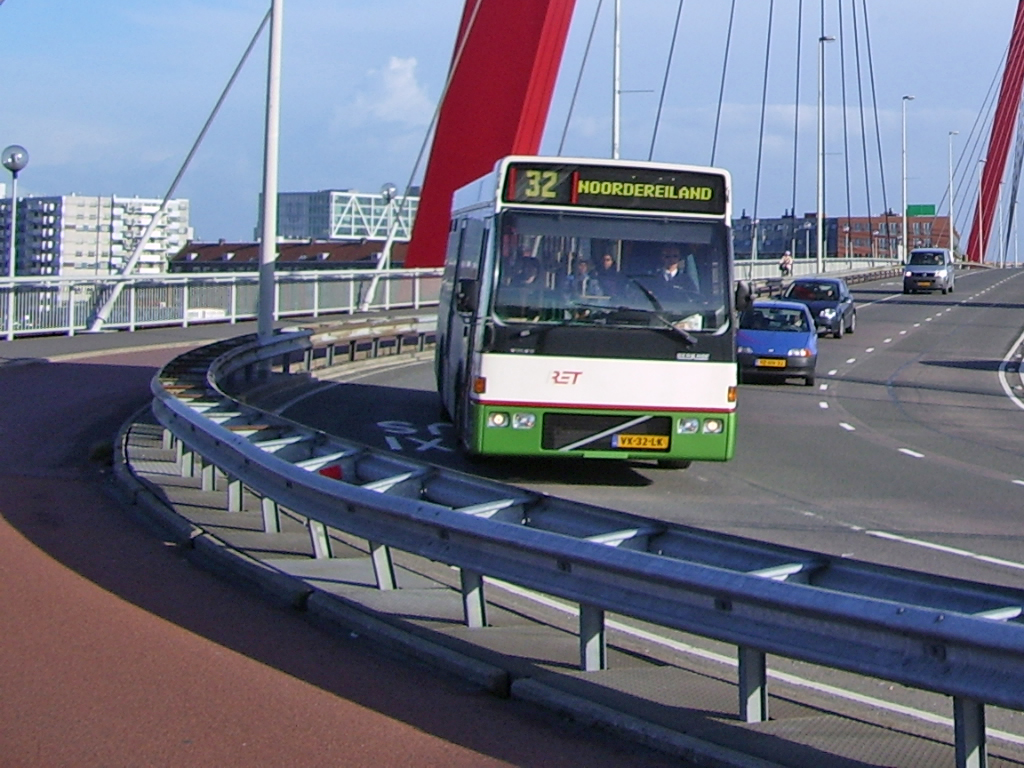
Een Berkhof Duvedec van de RET op de Willemsbrug

In 1987 presenteerde busbouwer Hainje uit Heerenveen de Standaardbus 2000 (oftewel de ST2000). Deze bus was de opvolger van de bussen die voor de Commissie Standaardisering Autobusmaterieel vanaf 1966 werden gebouwd.
Tot en met 1989 werd dit bustype door Hainje gebouwd. In dat jaar werd Hainje overgenomen door de Berkhof Groep. In 1992 viel uiteindelijk het doek voor de ST2000.

## De eerste ST2000
Het eerste exemplaar van de ST2000 werd op de AutobusRAI in 1987 gepresenteerd. De bus was gebouwd op een DAF SB220-onderstel en was daarmee een semi-lagevloersbus. Dit wil zeggen dat de bus kon knielen, maar dat er nog steeds een opstap was om de bus in te komen. Het prototype was gestoken in de kleuren grijs/wit en rood. Deze kleuren zouden later toegepast worden op de stadsbussen van de Zuidooster voor de stadsdiensten van Eindhoven en Venlo.
Na afloop van de AutobusRAI werd het prototype verkocht aan de RET. De bus werd later in de huisstijlkleuren van dit bedrijf geschilderd en deed nog tot en met ongeveer 2003 dienst.

## De ST2000 in serieproductie

### DAF-bussen
In 1987 bouwde Hainje een CSA 3 lagevloerproefbus (driedeurs) die een jaar later aan het GVBA werd verkocht. De 375 reed van 1989 tot 1994 vanuit garage West en werd daarna aan Turkije geschonken.
In 1988 ging de ST2000 in serieproductie. Van het oorspronkelijke concept werden enkele series stadsbussen geleverd aan de Zuidooster en het autobusbedrijf van de luchthaven Schiphol. De Zuidooster bestelde ook nog een serie streekbussen op basis van de ST2000.
Nog in de loop van 1988 werd de kop van de ST2000 door designbureau Duvedec opnieuw ontworpen. Dit was noodzakelijk, omdat de ST2000 in zijn oorspronkelijke vorm niet wilde aanslaan.  De opnieuw vormgegeven kop bracht eindelijk succes voor de ST2000. Van dit bustype werden enkele series door de vervoerbedrijven BBA, de CVD Nijmegen (later Novio), het autobusbedrijf van Schiphol en de Zuidooster aangeschaft. Ook werd er een bus geleverd aan het Utrechtse GVU en Pieper uit Nieuw-Schoonebeek.
Ook de HTM had voor proef in 1988 een ST2000 in bedrijf genomen. Deze kreeg oorspronkelijk het parknummer 600, maar dit nummer werd gewijzigd in 601. De bus werd in een HTM-folder gepresenteerd met de teksten: 'Deze bus knielt voor u' en 'HTM verlaagt de drempels, HTM verhoogt de kwaliteit'. Deze bus bleef een eenling en werd in 1993 buiten dienst gesteld. De bus is omgebouwd tot voorlichtingsbus voor tandverzorging.

### Scania-bussen
In 1991, 1992 en 1994 schafte de VAD voor de stadsdienst van Zwolle enkele ST2000'en aan die gebouwd waren op Scania-chassis. Deze bussen vielen op door hun kleine achterruit.

### Volvo-bussen
In 1987 werd de ST2000 ook leverbaar op chassis van Volvo. Dit type bus werd besteld door de Stadsbus Maastricht (SBM), BBA, de ENHABO uit Zaandam en de VAD. Bij het GVB Groningen kwam een 2-deurs wagen als proefbus en ging op 16 augustus 1989 naar het GVB Amsterdam als leasewagen en reed daar tot 2002. De BBA, het GVB Amsterdam en de VAD bestelden van dit type bus gelede exemplaren. Verder schafte de BBA in 1992 ook nog een serie streekbussen aan op basis van de ST2000. Stadsbus Maastricht was niet tevreden met dit bustype dat zij in 1987 en 1988 aanschaften in een oplage van 5 stuks en stootte de bussen in 1990 weer af. Ze kwamen uiteindelijk bij ENHABO/NZH/Connexxion terecht.

## Opvolger van de ST2000-reeks
De ST2000-reeks werd opgevolgd door de 2000NL-reeks en de Berkhof Duvedec. De eerste bussen van dit type werden reeds in 1993 aan de BBA afgeleverd.
De grote uitstroom van de ST2000 begon rond 2002. In 2008 werden de laatste bussen van dit type buiten dienst gesteld. De laatste ST2000'en die buiten dienst gingen, waren de exemplaren uit de 2000-serie van Hermes. Deze bussen, dienstdoende in Eindhoven, werden nog aangeschaft door de Zuidooster uit Gennep.
Veel ST2000'en werden na hun arbeidszame leven in Nederland geëxporteerd naar het buitenland. Zo zijn onder andere redelijk wat GVB-bussen in Oost-Europa terechtgekomen.

## Museumbussen
- Zuidooster 3121 (1988): Noordelijk Openbaar Vervoer Museum, Ouwsterhaule
- GVB 422 (1992): Particulier
- Novio 647 (1992): Stichting Veteraan Autobussen